# День советов (Иран)
День советов (перс. روز شوراها‎) — иранский праздник, который отмечается 28/29 апреля (9 ордибехешта по иранскому календарю).

## История
История учреждения данного праздника восходит к временам Исламской революции. 28 апреля 1979 года лидер Революции аятолла Рухолла Хомейни объявил о введении системы советов для того, чтобы иранское общество могло участвовать в управлении государством. Это была своего рода предпосылка создания религиозной демократии с представительными органами власти.
Статья 7 Конституции ИРИ 1979 года гласит:
«В Исламской Республике Иран управление делами страны осуществляется с опорой на общественное мнение путем выборов Президента, депутатов Исламского консультативного совета, членов советов и т.д., либо путем референдума, которые проводится по вопросам, определенным в других статьях этой Конституции».

## Функции советов в современном Иране
Исламский консультативный совет (Меджлис) (перс. مجلس شورای اسلامی‎). Парламент Ирана, состоящий из 290 депутатов, утверждает годовой бюджет страны, руководит Финансовым судом, занимается ратификацией международных договоров. Меджлис состоит из представителей народа, избираемых прямым тайным голосованием на 4 года. По Конституции ИРИ все разрешенные в стране религиозные меньшинства имеют право выбрать в Меджлис своих депутатов: зороастрийцы и иудеи выбирают по одному депутату, ассирийцы и халдеи вместе выбирают одного депутата и представители армянской церкви севера и юга вместе выбирают одного депутата.
Совет стражей Конституции (перс. شورای نگهبان قانون اساسی‎). Надпарламентский орган власти, состоящий из 12 членов (Высший руководитель назначает шестерых из числа исламского духовенства; Меджлис назначает шестерых из числа юристов). Совет стражей конституции проверяет законопроекты, законы и депутатов на соответствии Конституции ИРИ.
Совет экспертов (перс. مجلس خبرگان‎). Специальный государственный орган, избирающий Высшего руководителя, состоит из 86 муджтахидов, избираемых населением страны на 10 лет. Совет экспертов — своего рода посредник между народом и Высшим руководителем. Такая двухступенчатая система используется из-за особого статуса факиха, Верховного лидера страны.
Совет целесообразности (перс. مجمع تشخیص مصلحت نظام‎). Консультативный орган при Высшем руководителе Ирана, состоящий из 35 членов, в обязанности которого входит разрешение конфликтных ситуаций между Советом стражей конституции и Исламским консультативным советом.